# 広島西飛行場
広島西飛行場（ひろしまにしひこうじょう、Hiroshima-Nishi Airport）は、広島県広島市西区観音新町にかつて存在した飛行場である。1993年の（新）広島空港開港まではこの飛行場が（旧）広島空港を名乗っていた。
定期路線があった空港としては日本初の廃港例となった。
現在は広島ヘリポートとして、ヘリポートの機能のみが残されている。

## 歴史
- 1940年（昭和15年） - 現在の中区吉島に陸軍の飛行場である吉島飛行場（廣島飛行場）が存在したが、広島市への原子爆弾投下により焼け野原となり、戦後はグライダー訓練施設としてのみ活用される状況であった。[要検証 – ノート]

### 広島空港時代[2]
- 1961年（昭和36年）9月15日 - 天満川と太田川放水路の中州河口に当たる西区観音地区に、新たに運輸大臣管理の第二種空港「（初代）広島空港」として供用開始
- 1971年（昭和46年）8月3日 - 東亜国内航空のYS-11が片肺飛行の訓練中、離陸に失敗して滑走路をオーバーランする事故。乗員に死傷者無し[3]
- 1972年（昭和47年） - 滑走路長を1,200メートル (m) から1,800mへ延伸した
- 1979年（昭和54年）8月15日 - 全日本空輸が運航する広島ー東京線の一部の便でジェット化（B737）
- 1980年（昭和55年）11月15日 - 航空貨物ビル完成。全日本空輸と日通航空が入居
- 1984年（昭和59年）3月10日 - 空港ターミナルビル増改築完成。増築部分に出発ロビーを移転
- 1986年（昭和61年）
  - 3月1日 - 広島 - 札幌線開設（全日本空輸）
  - 4月29日 - 広島 - 那覇線開設（全日本空輸）
  - 9月19日 - 初の国際チャーター便就航（日本航空によるソウル便,B767）

同年、年間乗降客者数が初の100万人突破。
- 1987年（昭和62年）4月29日 - 日本初の都市間コミューター路線として広島ー松山線、広島ー大分線開設（西瀬戸エアリンク）
- 1988年（昭和63年）7月23日 - 広島－東京線ダブルトラック化（日本エアシステム,A300）
- 1990年（平成2年）7月21日 - 広島－東京線トリプルトラック化（日本航空,B767）
- 1991年（平成3年）
  - 3月27日 - 国際線ターミナル完成。同年6月3日に動物検疫港に指定され、6月21日には税関空港、出入国港、検疫飛行場、植物輸入港に指定
  - 4月1日 - 広島－松山線、広島－大分線の運行会社が西瀬戸エアリンクからジャルフライトアカデミー（J-AIR）に変更[4]
  - 6月21日 - 初の国際定期便として広島ーソウル線開設。（アシアナ航空により週4便,B737）7月22日からは運航会社に日本航空も加わる。（週2便,B767）
  - 11月20日 - 広島－小松線、広島－長崎線開設J-AIR [5]
- 1992年（平成4年）
  - 7月22日 - 広島－香港線開設（香港ドラゴン航空, B737）[6]
  - 10月25日 - 広島－仙台線開設（全日本空輸）
- 1993年（平成5年）10月28日 - 全日空東京行686便の出発をもって広島空港としての32年間の歴史に幕を閉じる。出発前にロビーにてセレモニーが開かれる。[7]

### 広島西飛行場時代
- 1993年（平成5年）10月29日 - 新広島空港供用開始に伴い「広島西飛行場」へ名称変更。乗り入れ航空会社は、ジェイエアのみを残して全て新広島空港へ移管。その他飛行場に種別変更し、管理者が国（国管理空港）から広島県に移管
- 2004年（平成16年）9月 - 台風18号の被害に遭い、滑走路、事務所、格納庫など飛行場のほぼ全域にわたって水没した
- 2005年（平成17年）2月 - ジェイエアが当飛行場から完全撤退
- 2010年（平成22年）10月31日 - 日本エアコミューターの宮崎便と鹿児島便が廃止され、定期航空路線が全廃される
- 2011年（平成23年）
  - 3月10日 - 広島市議会にて広島西飛行場の市営化条例案（広島シティ空港条例制定案）が否決され、廃港が事実上決定
  - 9月22日 - 観音VOR/DME廃止
- 2012年（平成24年）
  - 3月2日 - 広島県が国土交通省大阪航空局長に対してヘリポート設置許可申請
  - 6月5日 - 国土交通省大阪航空局長よりヘリポート設置許可申請が認可
  - 11月15日 - 広島西飛行場としての供用廃止（国交省告示1143号）、広島ヘリポートとしての供用開始（国交省告示1144号）

## 施設

### 空港ターミナルビル
空港ターミナルは1961年の開港時に完成した。開港当初は東京国際空港の旅客ターミナルに次ぐ規模だった。その後、旅客数の増加などにより増改築が行われ、1984年頃には現在とほぼ同じ姿になった。
1984年の改修後は増築部に出発ロビーやレストラン・売店などの機能を設置し、既存部分は到着ロビーや手荷物受取所として使われた。
以下では1988年頃から1993年の本郷移転前にかけて設置されていた施設を記述する。
- 1階
  - 案内所
  - 到着ロビー
  - 手荷物受取所
  - サロンド・テ・モーツァルト（バッケンモーツアルトが運営する喫茶店。到着ロビーにあった。）[8]
  - 航空各社の搭乗手続きカウンター
  - バス・タクシー乗り場
- 2階
  - 出発ロビー
  - 福屋空港ショップ、広島そごう空港売店[9]
  - 空港レストラン（広島グランドホテル運営、洋食）[10]
  - 雲海（広島全日空ホテル運営、和食）[11]
  - 瀬戸内うどん（広島そごう運営、軽食）[12]
  - 搭乗待合室
  - 和空（全日空商事運営、売店・軽食）[13]
- 3階
  - 展望デッキ

1993年の本郷移転後はターミナルとしての機能を旧到着ロビー跡に集約し、旧出発ロビーはメイプルプラザと称して物産館やスーパーマーケット、セガのゲームセンターが入る施設に転用されたが、集客に苦戦し数年で閉鎖された。その後は現在までサッカーチームサンフレッチェ広島の事務所として1階部分を使用されている。

## 過去の就航路線

### 国内線（広島空港時代）
ここでは1993年10月当時の路線を示す。
| 航空会社         | 就航地                                       |
| ---------------- | -------------------------------------------- |
| 全日本空輸       | 東京国際空港、新千歳空港、那覇空港、仙台空港 |
| エアーニッポン   | 鹿児島空港                                   |
| 日本エアシステム | 東京国際空港                                 |
| 日本航空         | 東京国際空港                                 |
| ジェイエア       | 松山空港、大分空港、小松空港、長崎空港       |

かつての定期就航路線
| 航空会社         | 就航地                                                                         |
| ---------------- | ------------------------------------------------------------------------------ |
| 全日本空輸       | 大阪国際空港、福岡空港、北九州空港、大分空港、鹿児島空港、岩国飛行場、米子空港 |
| 東亜国内航空     | 大阪国際空港、松山空港、北九州空港、大分空港、出雲空港、米子空港               |
| 西瀬戸エアリンク | 松山空港、大分空港                                                             |

かつて就航計画があった路線・航空会社
- 成田国際空港（全日本空輸・B737) [14]

### 国際線（広島空港時代）
| 航空会社         | 就航地       |
| ---------------- | ------------ |
| アシアナ航空     | 金浦国際空港 |
| 日本航空         | 金浦国際空港 |
| 香港ドラゴン航空 | 啓徳空港     |

### 広島西飛行場時代
| 航空会社             | 就航地 |
| -------------------- | --- |
| ジェイエア           | 新千歳空港、福島空港、新潟空港、小松空港、関西国際空港、南紀白浜空港、出雲空港、鳥取空港、松山空港、高知空港、長崎空港、大分空港、鹿児島空港 |
| 日本エアコミューター | 宮崎空港、鹿児島空港 |
| 中日本エアライン     | 富山空港 |
| フェアリンク         | 仙台空港、鹿児島空港 |

参考資料：
- - J-AIRプレスリリース
- - 2001年度上期の路線計画
- - 2002年度上期の路線計画
- - 2002年度下期の路線計画
- - 2005年度上期の路線計画
- - 大阪教育大学社会学部地理学研究室会報

また、ジェイエアは設立当初から2005年の撤退まで拠点空港としていた。

## アクセス
運行本数・運賃・経路等の詳細は、該当項目や公式サイトにて最新情報を確認のこと。
- 広電バス
  - 3号線 広島駅発着便（八丁堀、紙屋町、市役所前、旭橋入口経由）
  - 8号線 横川駅発着便（西観音町（西区役所）、旭橋入口経由）

広島空港・広島西飛行場であった当時は、構内を始終点とする路線バスが数多く運行されていた。ヘリポートとなった現在でも、近隣に三菱重工業の広島製作所（観音工場）があることなどから、構内を始終点とするバスが朝晩を中心に運行されている。
定期便就航当時は、広島空港発着便との乗り継ぎに必要な時間が「150分以上」と案内されていた。両空港を直通する公共交通機関はないため、広島駅や紙屋町（広島バスセンター）にて乗り継ぐことになる。

## 広島西飛行場廃止までの経緯

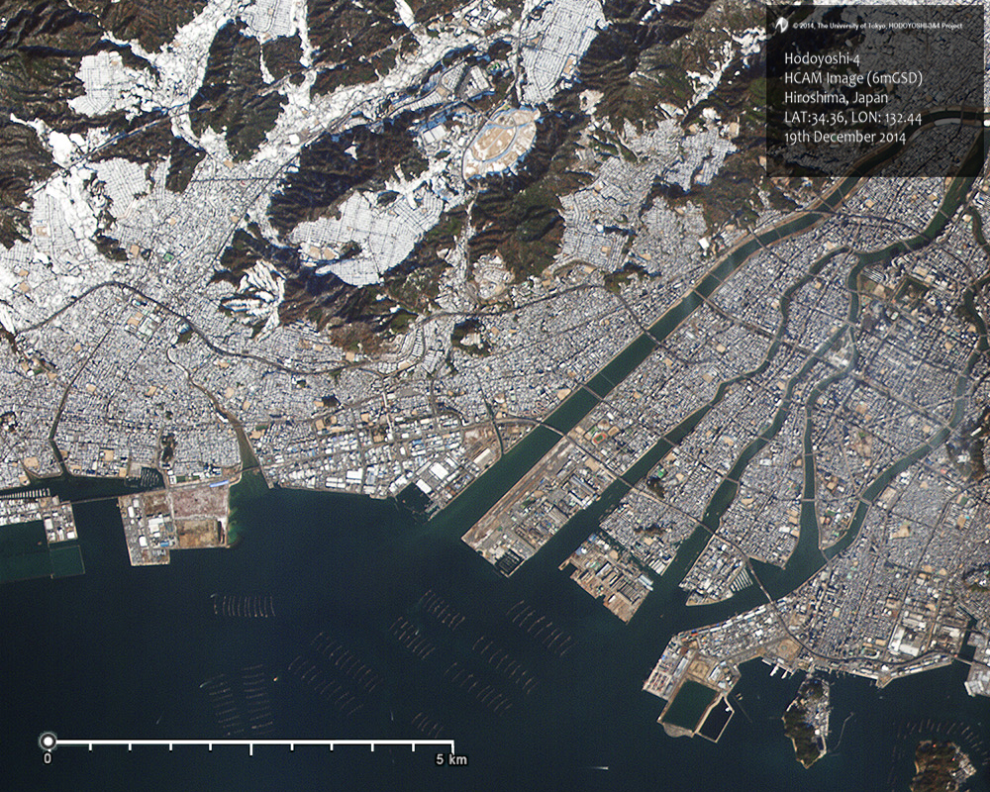
2014年の広島市。広島西飛行場閉鎖後。

広島の空の玄関口として活用されてきたが、滑走路長が1,800mしかないため、ボーイング767-300クラスの中型ジェット旅客機しか離着陸できず、大型ジェット旅客機は離着陸できないため、増大する航空需要に応えられないという問題があった。用地上の問題から拡張が困難なこともあって、当空港の機能の大部分を1993年（平成5年）に豊田郡本郷町（現・三原市）に新たに建設された新空港（現・広島空港）に移転、その後は広島県管理のその他飛行場である「広島西飛行場」として運営されていた。
広島西飛行場は県営空港であると共に、広島市に所在する唯一の空港であることから、空港管理運営費の赤字分、整備事業費、環境対策費は、広島県と広島市で折半している状況であった。広島市では搭乗率の目標値を掲げて飛行場の利用促進を市の施策目標として掲げていたが、小型プロペラ機であるサーブ340Bによる2路線でも搭乗率は50 %台と、芳しいとは言えない状況であった。
また、飛行場の北側で滑走路の延長線上を東西に横断する広島南道路の建設方法を巡って、飛行場の機能維持を求めてトンネル方式を主張する広島市と工費縮減の観点から橋梁方式を主張する広島県との間で対立があったが、2004年5月31日に開催された藤田雄山広島県知事と秋葉忠利広島市長とのトップ会談によって橋梁方式での建設に合意し、滑走路北端部を340 m南側に移動する必要があることから、飛行場機能の縮小が避けられない状況となっていた。広島市は、リージョナルジェットによる羽田空港への直行便復活を模索していたが、空港の管理者が広島県ということもあり、具体的な方向性には乏しい状況だった。
2007年（平成19年）10月17日、藤田広島県知事は定例記者会見での質疑応答の中で「県としては西飛行場そのものをもはや必要としていない」、「安佐南のほうの方でしたら広島空港に行ったほうが早い。西飛行場のほうが便利だっていう方はごく一部」と、空港機能を広島空港に集約し、西飛行場を廃止させたい意向を表明する。これにより、広島西飛行場の存廃問題が一躍クローズアップされることとなった（ただし、航空路線を広島空港に集約させたいとの広島県の意向は、この会見より前からの基本的スタンスであった）。
ちなみに、2005（平成17）年度の旅客数は67,059人、2008（平成20）年度の旅客数は56,453人であった。
2009年（平成21年）9月16日付の読売新聞は、ジェイエアが広島西飛行場を含む国内7空港からの撤退を決めたと報じた（実際に撤退を発表したのは2010年〈平成22年〉4月28日）。定期路線が無くなった時点での運営からの撤退を検討していた広島県は2009年（平成21年）10月22日、広島西飛行場の管理運営から撤退する方針を固め、今後、広島市が存続を希望するなら単独で赤字負担をするよう広島市に申し入れた。
広島市は単独負担を拒否する構えであったが、2010年（平成22年）1月27日に行われた藤田の後任である湯崎英彦広島県知事と秋葉広島市長との会談で、知事は県市共同で運営するヘリポートに転換するよう提案した。市長は東京（羽田）線誘致を視野に入れ、市営化かヘリポート化かを2010（平成22）年度中に判断することで合意する。広島市では「広島西飛行場あり方検討委員会」を設置して市営空港化の検討を行い、2010年12月27日秋葉市長は湯崎知事との会談で市営空港として運営する旨の方針を表明し、翌年2月市議会に「広島シティ空港条例制定案」を提出したが、否決された。湯崎知事は3月8日の記者会見で「本会議で市営化を否決された場合は、市の重大な意思決定だと受け止める」として西飛行場を廃港し、市に提案していた県市共同運営のヘリポートに転換する手続きを早期に進めるとして、3月14日には「広島県広島西飛行場条例を廃止する条例」を公布した。秋葉の後任として当選した松井一實は2011年（平成23年）5月27日の湯崎知事との会談で市営化断念とヘリポート化受け入れを表明し、この時点で2012年末での廃港・ヘリポート化が事実上決着した。

## 空港跡およびヘリポートの再開発
その後、広島県は「広島県広島ヘリポート条例」を公布、広島西飛行場を広島ヘリポートとして運用することを決定した。2012年（平成24年）11月15日午前0時をもって広島西飛行場としては廃港され、同時に広島ヘリポートとしての業務を開始した。今後は滑走路北端を横切る広島南道路の工事の進み具合に合わせて敷地面積を縮小させ、並行してドクターヘリの拠点として出動に備える医師や看護師が待機、研修する拠点を2013（平成25）年度末までに1億円かけて整備された。
2019年（令和元年）5月、大和ハウス工業（大阪市北区）が、広島西飛行場跡地に開発する産業団地「広島イノベーション・テクノ・ポート」の着手を発表した。立地を生かしてテナント企業のニーズに応え、建物着工開始は2022年4月、事業完了は2023年春をそれぞれ予定する。

## 事故
1971年8月3日13時22分頃。東亜国内航空所属のYS-11「おき」（製造番号2038）が訓練中にオーバーラン。乗員3人は全員無事。左プロペラなどを損傷した。

## その他
- かつてターミナルビルの2階には、展示室が設置されており、大小の飛行機模型やジェットエンジンのカットモデルなどが設置してあった。
- 中島みゆきの楽曲「空港日誌」（1987年（昭和62年）発表）に登場する「広島空港」とは、本飛行場のこと。（新）広島空港の供用開始は1993年（平成5年）。
- まなみのりさの楽曲「ポラリス」のミュージックビデオが滑走路で収録されている。
- 2022年1月29日、イベントで打ち上げられた花火の火が旧滑走路脇の枯草に引火。火災となった[36][37]。

## 参考資料
- 広島西飛行場廃港へ 問われる県と市の連携 - ウェイバックマシン（2011年3月12日アーカイブ分） - 中国新聞社説2011年3月10日付
- 広島県広島西飛行場条例を廃止する条例（平成二十三年三月十四日広島県条例第二十二号） (PDF)
- 広島県広島ヘリポート条例（平成二十三年七月十一日広島県条例第二十八号） (PDF)
- 航空法による手続きについて（広島市。広島ヘリポートの制限表面について記載あり）